# مستعمرة بليموث
مستعمرة بليموث (بالإنجليزية: Plymouth Colony) هي مستعمرة إنجليزية في جنوب شرقي ماساتشوستس في دومينيون نيو إنجلاند في أمريكا الشمالية من عام 1620 وحتى 1691. عُرف سُكانها باسم الرواد المهاجرين، وكان ذلك بسبب تجوالهم بحثًا عن حرية العبادة.
سُميت بهذا الاسم في خريطة جون سميث لنيو إنجلاند التي رسمها سنة 1614. واستمرت مستعمرة بليموث مُستقلة حتى عام 1691، حين أصبحت جزءًا من مستعمرة خليج ماساتشوستس.